# مشکویه
مشکویه یک شهر تاریخی در ۸۰ کیلومتری جنوب ری و ۵۰ کیلومتری شمال شرق ساوه و واقع در شهرستان زرندیه شهر پرندک است که در سده‌های هفتم و هشتم هجری حرفهٔ اصلی ساکنان این شهر، ساخت سفال و فروش آن به بازرگانان مسیر جاده ابریشم بوده است. این شهر تا حملهٔ مغول مسکونی بود ولی پس از آن، کوره‌های سفالگری منازل مسکونی و تأسیسات دیگر آن تخریب شد و امروزه ویرانه‌هایش به نام مشکین‌تپه معروف است.